# Želimir Terkeš
Želimir Terkeš (Čapljina, 8. siječnja 1981.) bivši je bosanskohercegovački nogometaš. U sezoni 2007./08. postiže 21 zgoditak, te je bio najbolji strijelac 1. HNL-a.

## Vanjske poveznice
- Želimir Terkeš na hnl-statistika.com